# Aerospiza
Aerospiza is een geslacht van haviksoorten in the familie Accipitridae. De soorten maakten voorheen deel uit van het geslacht Accipiter.

## Taxonomie
Het genus Aerospiza werd in 1922  Austin Roberts voorgesteld. Het werd in 2024 opnieuw in gebruik genomen (resurrected) voor deze voormalige Accipiter-soorten op grond van de resultaten van een uitgebreid fylogenetisch DNA-onderzoek gepubliceerd in 2024.
- Aerospiza tachiro (Daudin, 1800)    – Afrikaanse havik
- Aerospiza castanilius (Bonaparte, 1853) – Kameroenhavik